# سويت ليتل لايز
سويت ليتل لايز (بالإنجليزية: Sweet Little Lies)‏ هي رواية شباب-بالغين للكاتبة الأمريكية لورين كونراد. وهي الثانية من أصل ثلاث كتب في سلسلة إل. آي. كاندي.